# Вифлеемская часовня
Вифлее́мская часо́вня, или Вифлеемская капелла (чеш. Betlémská kaple) — капелла (часовня) в Праге на Вифлеемской площади в старой части города. Основана на частные средства Яна из Мюльхайма на земле Яна Кржижа в 1391 году.
В часовне читал свои проповеди Ян Гус, она стала центром реформации в Чехии. Собственно, она была основана специально для проведения месс на чешском языке.
После поражения протестантов в битве на Белой горе принадлежала иезуитам, потом в 1786 году была снесена. Современное здание построено в 1954 году по проекту Ярослава Фрагнера. Архитектор попытался интегрировать сохранившиеся участки стен и, по возможности, воспроизвести прежний облик часовни. Здание вмещает до 3000 человек, у него две крыши седловидной формы и башня в форме иглы.
С 1962 года числится как национальный памятник культуры Чехии.

## Первоначальная постройка
Часовня была основана Яном из Мюльхайма (Ганушем из Мильгейма) и должна была служить для проповедей на чешском языке (так говорится в документе о её основании (чеш. zakládací listina) 1391 года). Для строительства крупный купец Ян Кржиж подарил свой сад при солодовне — постройка заняла его целиком, забрав и кусок от кладбища при соборе святого Филипа и Якуба и часть площади с колодцем. Строительство продолжалось три года. В дом проповедника была перестроена солодовна.
Это был неудачный с точки зрения строительства участок, однако было решено поставить капеллу в этой части Старе-Места — оно называлось сердцем королевства. Кроме того, примерно здесь же произносил свои речи обновления Ян Милич из Кромержиже, что символично. Этот угол Праги считался исключительно «чешским», здесь жили лесозаготовщики, каменщики, немецкая аристократия же в основном пребывала ближе к Староместской площади.
Кроме стрельчатых окон в постройке присутствовали и прямоугольные, что у соборов до сих пор не бывало. Входы были расположены несимметрично. Очевидно, заказчик не требовал соблюдения всех канонов; главное было быстрее возвести место для чешского священника.
Первые проповедники часовни не стали известными. Только в 1402 году Ян из Мюльхайма пригласил Яна Гуса, учителя Карлова университета, ставшего в том же году и ректором. Ян Гус уже успел прославиться своими речами в соборе святого Михала. Под его влиянием появились церковные песни на чешском языке, письменность, был принят Кутногорский декрет, согласно которому в Карловом университете большинство голосов стал иметь чешский народ. После 7 лет в 1410 году папа выдал указ закрыть Вифлеемскую часовню, но безрезультатно. Когда в 1412 году Ян Гус начал критиковать продажу индульгенций, он потерял содействие и чешского короля Вацлава IV, который до этого Гуса поддерживал.
11 июля в капелле похоронили первые жертвы движения сопротивления. 1 октября 1412 вышел отряд немцев, чтобы захватить Гуса. В феврале 1413 он проповедовал в часовне в последний раз. Но прежде, чем уйти, он повелел расписать стены и нарисовал на стене надпись-манифест, содержимое которой до нас дошло в разных вариантах. Позже остатки надписи были найдены; содержание же фресок сохранилось в Йенском кодексе. 6 июля 1415 года Ян Гус был сожжён, а прах его был развеян над Рейном.

## После смерти Яна Гуса

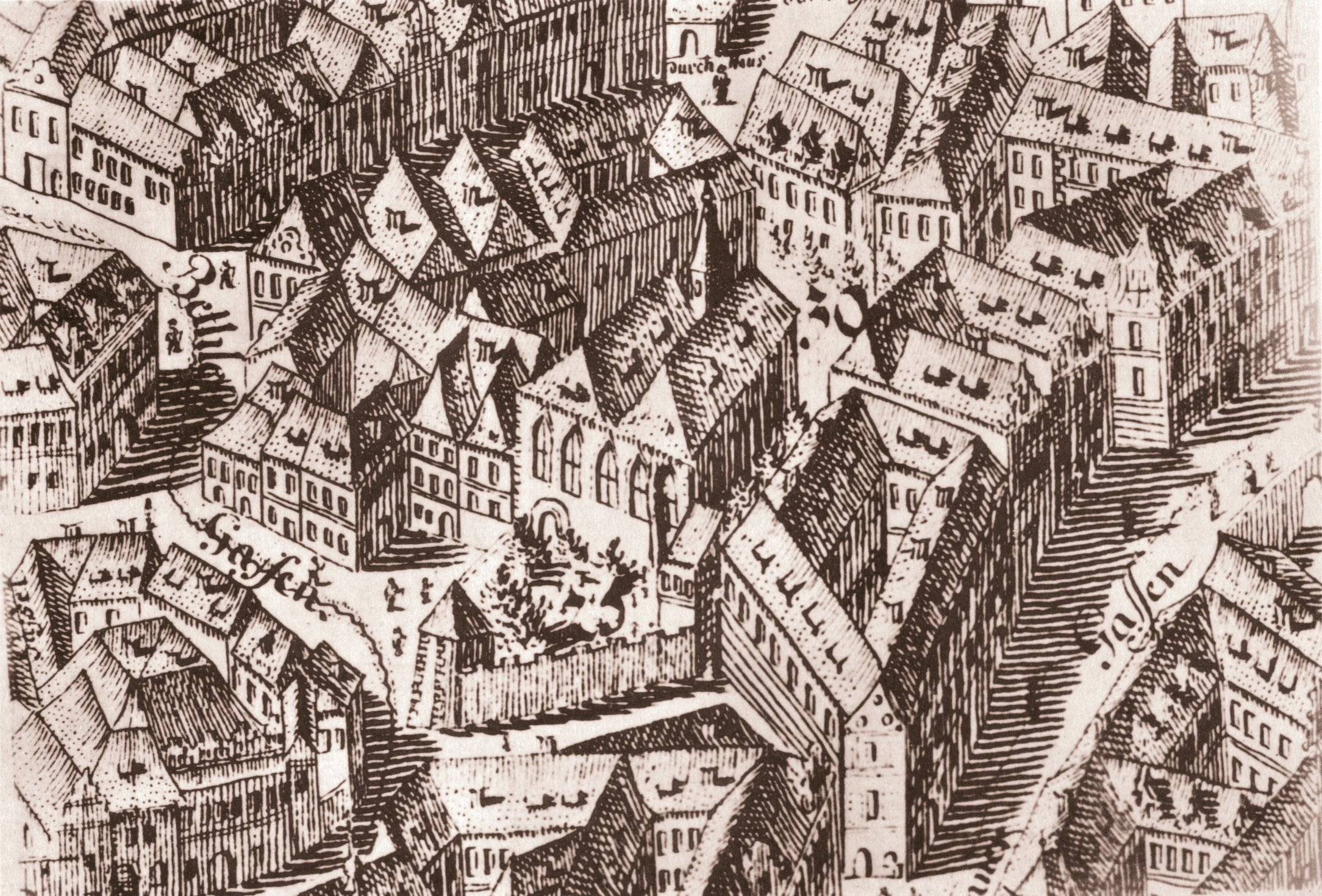
Фрагмент гравюры Й. Д. Губера (J. D. Huber) 1765—69 годов

Некоторое время вместо Гуса в Вифлеемской часовне проповедовал Иаков из Стршибра, однако влияние капеллы всё падает. К началу Гуситских войн центр реформации переместился в Костёл Девы Марии Снежной, а лидером стал Ян Желивский.
Изменился и вид часовни. Вместо деревянных перекрытий, которые были изначально, в XVI веке был сооружён свод. Он имел негативное влияние на постройку, стены не выдерживали нагрузку.
В таком состоянии церковь существовала до подписания Рудольфом II «Маестата Величества», после которого последовала Битва на Белой Горе. Победитель Фердинанд II отдал на время часовню иезуитам, но уже в 1662 году продал её полностью вместе с другим университетским имуществом.
Иезуиты убрали щипец, сломали кафедру для проповедей, закрасили рисунки и надписи на стенах. Часть дома проповедника была продана. Несмотря на это, общий облик здания они намеренно сохранили. Иезуиты вели активную строительную деятельность в Праге, и на Вифлеемскую капеллу у них не хватало времени.
В 1773 году орден иезуитов был распущен. Строение обветшало, что в 1786 году стало для инженера Ф. Л. Гергета (чеш. F. L. Herget) поводом его снести, а на освободившемся месте построить два сарая для строительных материалов. Вместе с часовней были уничтожены могилы выдающихся людей, в основном профессоров Пражского университета. Также там была и могила Яна из Мюльхайма, основателя капеллы.
В 1836—1837 годах на месте часовни был построен трёхэтажный дом.

## Восстановление в XX веке

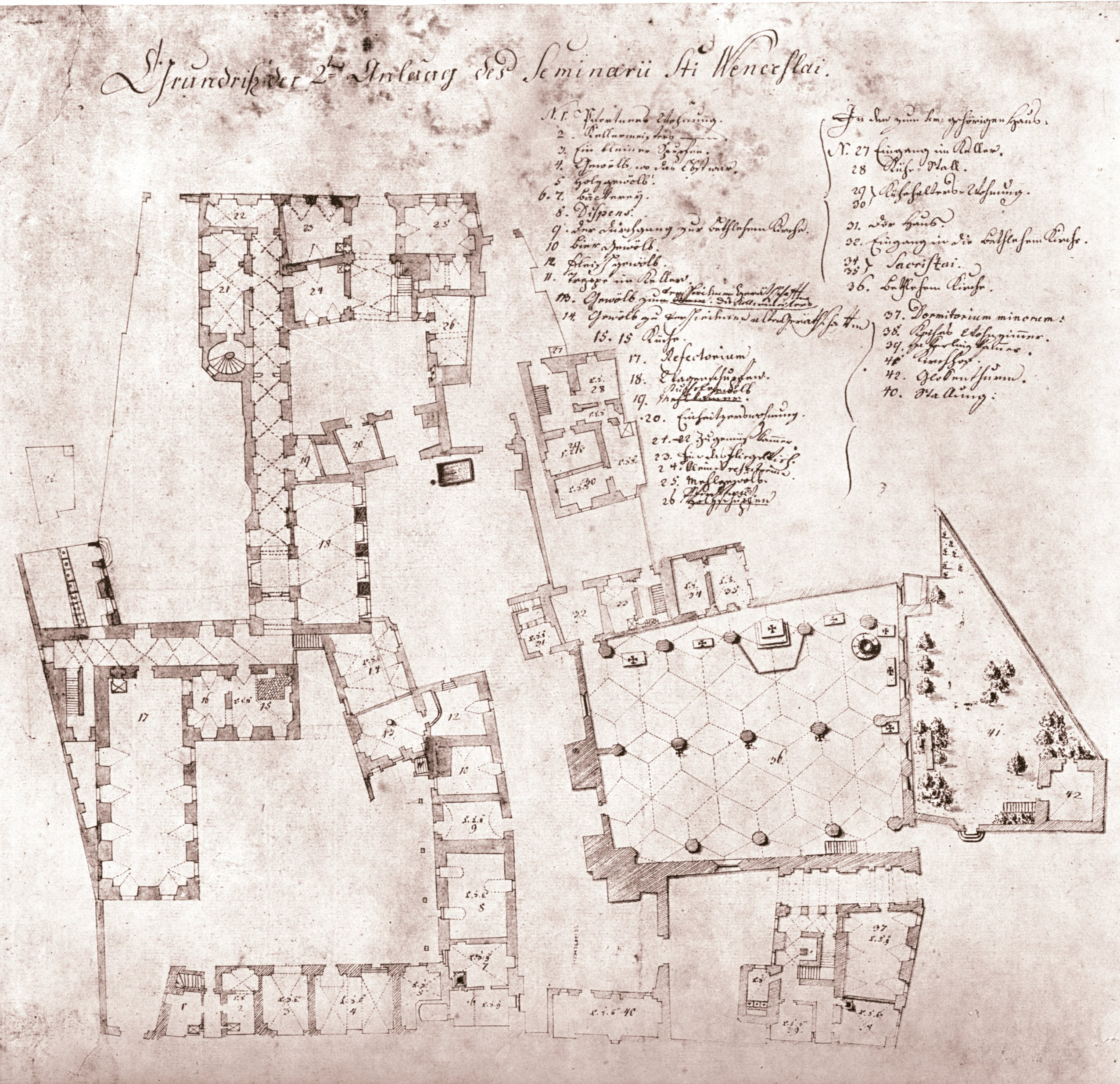
План, составленный Ф. Л. Гергетом перед сносом, 1783

Одним из первых вопросов при восстановлении часовни стал вопрос о её размерах. Постройка однозначно была на месте дома номер 255 на Вифлеемской площади. Однако слово «капелла», многократные изображения часовни и карта Томека к 1419 году натолкнули многих на мысль, что строение было меньше размеров участка. Только в 1915 году, готовясь к 500 годовщине сожжения Яна Гуса, Карел Гут собрал огромное количество исторических документов и доказал, что часовня занимала весь участок. Однако он пришел к выводу, что никаких остатков не сохранилось. Исследование 1919 года показало, что три стены капеллы не были снесены, так как были общими с соседними домами. Исчезла только стена, обращенная к площади; однако, во времена Гуса она не была главным фасадом, её закрывал соседний собор святого Филипа и Якуба.
Капелла была восстановлена в 1954 году под руководством архитектора Ярослава Фрагнера. Южную стену у площади восстановили, руководствуясь подлинными чертежами. В здании капеллы сохранились подлинные готические проемы некоторых окон, входной портал (XIV век), портал в дом проповедников и готический же санктуарий, остатки трактатов Гуса и его преемника Иакова из Стршибра на стенах, некоторые фрески. При восстановлении часть стен была украшена росписью, основанной на средневековых хрониках.
В 1987 году капеллу получил Чешский Технический Университет, который вновь произвел реконструкцию на свой лад, здание было открыто общественности. 26 марта 1992 года капелла была торжественно открыта. В продолжение традиций здание используется для проведения торжественных мероприятий университета.
Также в ней располагается музей, проводятся концерты и выставки.